# (1897) Hind
(1897) Hind est un astéroïde de la ceinture principale.

## Description
(1897) Hind est un astéroïde de la ceinture principale. Il fut découvert le 26 octobre 1971 à Bergedorf par Luboš Kohoutek. Il présente une orbite caractérisée par un demi-grand axe de 2,28 UA, une excentricité de 0,14 et une inclinaison de 4,1° par rapport à l'écliptique.

## Compléments